# Lajos Reményi-Schneller

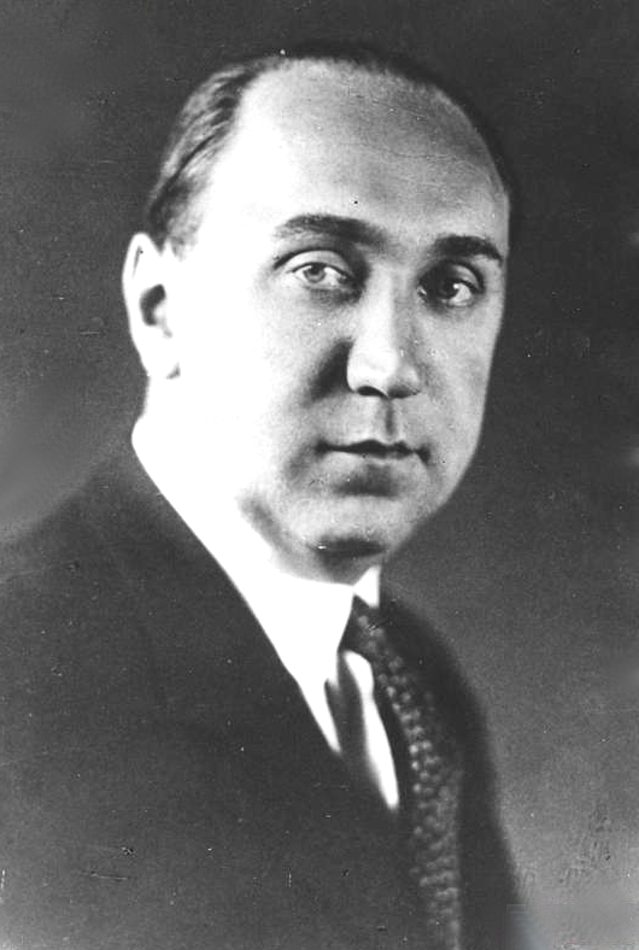
Lajos Reményi-Schneller (1937)

Lajos Reményi-Schneller (* 15. März 1892 in Budapest; † 24. August 1946 ebenda) war ein ungarischer Politiker, Finanzfachmann und Finanzminister.

## Leben
Reményi-Schneller war bei der Ungarischen Escompte- und Wechsler-Bank (Magyar Leszámítoló és Pénzváltó Bank) angestellt, deren Direktor er 1923 wurde. 1935 wurde er Abgeordneter der Nemzeti Egység Pártja (Nationalen Partei der Einheit) für den Wahlkreis Baja im Komitat Bács-Bodrog. Ab 9. März 1938 war er in acht aufeinanderfolgenden Regierungen des Königreichs Ungarn Finanzminister – zuletzt im faschistischen Kabinett von Ferenc Szálasi. Während seiner Amtszeit gab er regelmäßig Informationen über politische Geschehnisse in Ungarn an das Deutsche Reich weiter, und bewirkte eine immer größer werdende wirtschaftliche Abhängigkeit Ungarns gegenüber dem NS-Staat. 
Nach Ende des Weltkriegs wurde er vom Volksgerichtshof (Népbíróság) als einer der Hauptkriegsverbrecher zum Tode durch Erschießen verurteilt und 1946 hingerichtet.